# Кафява мечка
Кафявата мечка (Ursus arctos) е животно от семейство Мечкови. 
Тя е бозайник и е най-едрият хищник в България и едно от най-едрите животни на Земята.

## Разпространение и численост по света

### Минало
Преди човекът и неговата дейност да ограничат популацията ѝ до днешните ѝ граници, кафявата мечка е обитавала широк ареал на 4 континента:  
- Северна Америка. Около 100 хил. г., пр.н.е., в резултат на сухоземната връзка между Азия и Северна Америка (заледявания в района на Беринговия проток) кафявите мечки - вероятно усурийски - колонизират Аляска. Въпреки ранното навлизане в Северна Америка, те успяват да се заселят в западната му част и на юг (до Северно Мексико), едва към 15 хил. години пр.н.е.[3]. Конкуренцията на кафявите мечки с Късомуцунестата мечка е сред вероятните причини за изчезването ѝ около 13 хил. години пр.н.е.[4]
- цяла Европа (включително островите Великобритания и Ирландия).
- северните части на Африка.
- Азия - Близкия изток, Централна Азия, Сибир, обширни райони от Китай, остров Хокайдо (Япония), Далечния изток на Русия (включително Камчатка и Чукотка).

Съприкосновението ѝ с хората води до бавно и систематично унищожаване на вида, там където хората са особено активни икономически - Европа, Близкия изток, Централна Азия, САЩ и Китай. 

### Съвремие
Числеността на съвременната световна популация на кафявата мечка се оценява на над 200 хиляди индивида. Русия е страната с най-голям брой на мечките и се смята, че числеността им там надвишава 100 000. Според оценки на числеността им, в САЩ има около 33 000  кафяви мечки (30 000 от тях - в Аляска), Канада – 25 000, а в Европа (без Русия) – 14 000.
Днес (20-и - 21-и век) ареалът с известни изключения съвпада с този от миналото, но популацията е запазила по-голяма гъстота и численост в северните райони, докато в южните е силно фрагментирана и малочислена, като на много места вече видът не съществува (например северноафриканската популация, изчезва към 1890 година, а на Синай последната кафява мечка е наблюдавана в края на 16 век). Със заселването на Дивия Запад, мечките са изтребени почти във всички континентални щати на САЩ. Последният екземпляр в северната част на Мексико е наблюдаван през 1964 г. Същевременно популацията в Канада е стабилна. Видът е разпространен основно в Британска Колумбия, Северозападните територии, Юкон и в по-малка степен - в Албърта. В САЩ 95% от популацията на кафявата мечка живее в Аляска, като в останалите 48 континентални щати тя е доста ограничена и фрагментирана. В исторически план, много преди европейската експанзия в Северна Америка ареалът на разпространение е достигал на изток до Хъдзъновия залив и Кентъки.
В южната част на Европа има няколко изключително малки, изолирани популации. 2 от тях са популациите в Пиренеите между Франция и Испания като всяка от тях има по по-малко от 10 мечки. В Кантабрийските планини съществуват 2 популации, съответно с по 20 – 30 и 80 – 100 мечки. На Апенините в Централна Италия живеят 40 – 50 мечки, често описвани и като самостоятелен подвид (апенинска кафява мечка). В Алпийската част на Италия, Австрия и Словения има 35 – 40 мечки. Малки популации на кафявата мечка също са разпръснати в много части на Азия, но за тяхната численост се знае малко . В Австрия видът е реинтродуциран през 2011 г., но (към 2015 г.) все още няма сигурни сведения дали той трайно се установява в района. В Европа се наблюдават 3 основни обширни запазени популации. Първата е Карпатската с обща численост около 8000 индивида като основният ареал на разпространение е в Румъния. Следващият район на разпространение е в Скандинавия. Общата численост наброява около 5000 индивида. Балканската популация е третата по размер и достига максимум до 3000 индивида. Простира се от Италия на северозапад и на юг до България и Гърция.
Силно ограничени са и популациите в Южна Азия. В Пакистан има около 150 – 200 мечки в 7 отделни групи обитаващи района на Хималаите, Каракорум и Хиндукуш. В Индия мечките обитават 23 защитени територии в северните щати Джаму и Кашмир, Химачал Прадеш, Утаракханд. Вероятно страната е обитавана от по-малко от 1000 индивида. 
В централноазиатските републики, популациите са фрагментирани и малки. Десетки екземпляри, обитаващи изолирани един от друг райони се срещат и в Иран, Ирак, Турция, Армения, Грузия и Азербайджан.
В Китай кафявите мечки също обитават разпокъсани и недобре установени територии в западната и североизточната част на страната. Смята се, че мечките в страната наброяват около 6000 индивида. По-гъста е популацията на остров Хокайдо, където популацията надхвърля 2000 индивида. Въпреки че те са добре проучени данните за тяхната численост остават несигурни. Според други оценки островната популация е далеч по-голяма и е около 10 600 броя

### Предишно разпространение по българските земи
В миналото кафявата мечка е обитавала цялата територия на съвременна България. Свидетелства за това се откриват от костни останки в различни краища на страната. Костни останки и зъби от кафява мечка в България са открити на десетки места. Те доказват безспорното някогашно по-широко разпространение на вида в страната. 

#### Фосили и субфосили
Проучвания върху миналото разпространение (плейстоцен и холоцен) на кафявата мечка в България, основани на наличните костни и зъбни останки, доказват, че този хищник е бил много по-широко разпространен - практически върху цялата територия на страната - отколкото през 20-и - 21-и век. Някогашният му ареал у нас включвал и такива обширни зони, като Лудогорието, Добруджа, Дунавската равнина, Горнотракийската низина и Предбалкана, както и планините Сакар, Странджа, Средна гора. Събраните данни са от 52 находища (13 фосилни и 39 субфосилни), датирани от среден плейстоцен до 19 век н. е. от 22 от общо 28-те области в страната. Около 73% от находищата са разположени между 100 и 500 м. н. в. 12 находища съдържат палеолитни находки, 1 - мезолитни, 14 - неолитни, 6 - халколитни, 5 - от бронзовата епоха, и 2 - от желязната епоха. Останалите 12 субрецентни находища са датирани от последните ок. 2400 години. Находките от пещерата Козарника (1 000 000 – 700 000 г. пр. н. е.) са едни от най-древните свидетелства за вида в Европа. Повечето от установените находки на вида произлизат от археологически обекти – праисторически и древни селища.
Десетки пещери в България се наричат „Мечата дупка“ заради обитавалите ги в миналото мечки. Съществуват и такива, извън съвременните граници на ареала на вида. Такива са например Мечата дупка до село Стоилово, с отложения от II-ата половина на късния плейстоцен и Мечата дупка до село Леярово, с намерени останки от ранния холоцен.
Фосилни находки са открити в пещерата Козарника до Белоградчик от палеолит – неолит (отпреди 80 000 – 16 000 г.); в пещерата Миризливка в местността „Башовица“ в рида Белоградчишки венец до Гара Орешец от палеолит.
Субфосилни останки (от следледниково време) от кафява мечка са открити в:
- праисторическото селище „Телиш-Редутите“ при Телиш, Плевенско, от неолит – раннобронзова епоха (3450 – 3320 пр.н.е.)[23];
- край село Долнослав, Пловдивско в енеолитния култов център (3530 – 3480 пр.н.е.).[24];
- в селищната могила при Гълъбово (енеолит – средна бронзова епоха);
- в потънало селище Урдовиза до Китен от енеолит – раннобронзова епоха (3000 – 2000 г. пр.н.е);
- Тракийската гробница в землището на село Руен (4 – 1 в. пр.н.е.);
- средновековно селище до село Искрица, Старозагорско от 11 – 12 в.;[21]
- ранновизантийското (Цуида; 5 – 6 в. н.е.) и средновековното (10 – 12 в.) селище Хисарлъка в пределите на Сливен[25].

### Съвременно разпространение и численост в България

#### Местни субпопулации
В България кафявата мечка е представена от 2 субпопулации, обитаващи двата най-големи планински масива в страната – Старопланинския и Рило-Родопския. Общата територия на разпространение на вида е около 1 100 000 ha. Площта на обитаваната територия от старопланинската субпопулация е 237 100 ha, а тази на рило-родопската е 841 800 ha. Западната част на Средна гора служи като своеобразен мост между двете субпопулации. 
Старопланинската субпопулация е по-малката от двете и границите на разпространение приблизително съвпадат с тези на национален парк Централен Балкан и буферната зона към него. В западна и особено - в източна посока на масива, присъствието на кафяви мечки е спорадично и по-скоро с временен характер. На запад тази субпопулация се свързва с ареала на разпространение на мечките в Сърбия. 
На юг субпопулацията не е така фрагментирана и заема по-обширна площ, която частично попада в националните паркове Рила и Пирин. 
На запад, посредством Краище, Осогово и Малашевска планина, тамошните кафяви мечки комуникират с популациите в Сърбия и Северна Македония, а на юг с тази в Гърция. Гръцката субпопулация в Родопите е пряко продължение на Рило-Родопската на юг и е пространствено изолирана от западната Пиндска субпопулация.

#### Лов на мечки в България
Данните, касаещи числеността на дивите кафяви мечки в България са несигурни и противоречиви, поради възможността за нееднократно преброяване на всеки екземпляр - посочваните цифри са в границите между 500 и 1000 индивида.
В края на 19 век разпространението на кафявата мечка се свива до приблизително настоящите си граници, с изключение на това, че екземпляри са обитавали Лудогорието и Странджа, а естествената връзка на двете субпопулации през Еледжик е била широка и постоянна. При първото сериозно преброяване на кафявата мечка през 1934 г. е установено, че страната е обитавана от 300 – 366 индивида, а за същата година са отстреляни 32 мечки. В резултат на взети мерки по ограничаване на отстрела и опазване на вида до 1959 г. броят им нараства до 450 и оттогава числеността на мечките в България бавно нараства. През 1980-те години кафявата мечка се превръща в ловно-стопански обект. Поради тази причина в района на Кормисош са внесени мечки от Румъния, които да подобрят генофонда на местните. Карпатските мечки са по-едри и с по-ценни трофейни качества, но са потомци на холоценска вълна на миграция от източните части на Европа. Балканската популация, подобно на мечките от Пиренеите и Апенините, е автохтонен плейстоценски реликт. В резултат на привнасянето им, при проведено изследване на 199 проби от мечки, взети в България и Румъния е установено, че 7 от екземплярите в България са наследници на карпатските мечки.

## Местообитание
Този вид обитава най-широк спектър от местообитания и това го отличава от останалите видове в семейството (Мечкови).
Фактите показват, че кафявата мечка вероятно няма и предпочитания за надморска височина, която да обитава. Представители се срещат от морското равнище в Аляска и Камчатка до около 5000 метра в Хималаите.
В по-голямата част от обхвата на ареала е видно, че кафявите мечки предпочитат полуотворени горски пространства с разпръсната дървесна растителност, което им позволява да почиват на сянка през деня. Въпреки това те обитават и други типове местообитания характерни за северния умерен пояс. Северноамериканските подвидове и особено гризли предпочитат открити или полуоткрити пространства. Срещали са се в Големите равнини и продължават да се срещат в райони с тундра и крайбрежните естуари и острови. Променлива численост на вида има в прерийните области на Скалистите планини (най-вече в Канада и прилежащи райони на САЩ). Районът на Йелоустоун се вписва като идеалното местообитание за северноамериканските подвидове.
В Западна Евразия кафявата мечка обитава гористи планински райони на основните планински вериги – Алпи, Пиренеите, Карпатите и Кавказ. Отчасти това се дължи и на конкурентното изместване на мечките от хората, към стръмни гористи местности. Безлюдни части на Северна и Източна Европа, сред които големи райони от Скандинавия и Карпатите, винаги са били доста силно залесени (с обилна гориста растителност) и са запазили относително стабилни популации на мечки, следователно там кафявите мечки са добре адаптирани към горските местообитания, макар обикновено да търсят възможности за паша из горски поляни и блатисти райони. Като цяло гората предлага по-малко възможности за паша (хранене с нискорасли растения), затова мечките предпочитат по-северните части, покрити с тайга и нерядко мигрират там.
В Централна Азия човешкото вмешателство в природата е ограничено от тежките условия на средата, която остава слабо населена. В тази част на света мечките обитават степни пространства и места с полу-пустинен характер, близки до тези в Северна Америка. В Близкия Изток живеят и в пустинни условия; това важи и за пустинята Гоби. Алпийските ливади са типичните местообитания сред популациите в Хималаите и Тибет.
В Сибир представителите на вида са добре адаптирани. Местообитанията им включват разнообразие от борови гори, речни долини и блатисти райони. Източните руски гори са обитавани от многочислена популация, изпреварвана единствено от тази в Аляска и Северозападна Канада. Кафявите мечки на Хокайдо до голяма степен са също горски жители. Те обитават смесени гори, доминирани от широколистни дървета - основно бук.
Смята се, че евразийските мечки, които са колонизирали Америка са били добре адаптирани за живот в условията на тундрата (например гризли в Северна Америка и кафявите мечки населяващи полуостров Чукотка в азиатската част на Беринговия проток, които са единствените азиатски кафяви мечки, живеещи целогодишно в низинната тундра, подобно на техните северноамерикански братовчеди). Генетичните резултати сочат към 2 отделни нахлувания на континента през Беринговия мост. Второто нашествие е дало предците на крайбрежните форми на кафявата мечка, каквато е мечката-кодиак. В арктическите райони, потенциалните местообитания на кафявата мечка се увеличават. Затоплянето на този регион е позволил на видовете да мигрират по-далеч на север в райони, преди само с полярни мечки/бели мечки. В неарктическите области, основната причина за загуба на местообитания е ловът.

## Еволюция и таксономия
Научното наименование на кафявата мечка е Ursus arctos. То е съставено от латинската дума ursus, което в превод означава мечка и старогръцката Άρκτος „arctos“, която също в превод е мечка.

### Еволюция
Според Kurten (1976) видът е наследник на азиатските популации на мечката Ursus savini преди около 800 000 години и по-късно се разпространява в Европа и Северна Америка. Генетично изследване показва, че линията на кафявата мечка се отделя от тази на пещерната мечка преди около 1,2 – 1,4 милиона години, но не е ясно дали мечката Ursus savini е поставила началото на дъщерни видове, сред които да е и кафявата мечка. Друга теория, относно произхода на кафявата мечка гласи, че тя е произлиза от азиатските представители на Ursus etruscus (етруска мечка - предполагаем предшественик и на пещерната мечка).
Най-ранните фосили от вида са известни от Китай и са на възраст половин милион години. Най-ранните фосили от кафява мечка в Европа са на възраст около 250 хил. години, а от Северна Америка са от сравнително скоро. Останките от кафява мечка от плейстоцен се появяват и на Британските острови като вероятно вида измества в конкуренцията пещерната мечка. Преди около 100 хил. години посредством възникналата сухоземна връзка видът прониква в Аляска, но едва преди около 13 хил. години успява да колонизира земи южно от нея. Смята се, че това е било невъзможно поради конкуренцията с далеч по-едрата късомуцунеста мечка (Arctodus simus), която измира в този период.
Някои палеонтолози приемат за достоверна хипотезата за двойно нахлуване на кафявата мечка в Аляска, според която единият миграционен път е северен и с него проникват мечки от Северен Сибир през централната част на Аляска и от там към останалата част на известния ареал в Северна Америка, вторият е от полуостров Камчатка, през крайбрежието на Аляска и южните части на района Фосили от кафява мечка са открити в Охайо, Кентъки и Лабрадор, т.е. в по-широк обхват от регистрираното от съвременното човечество.

### Таксономия
Пред 2005 научната общност признава 16 съществуващи подвида, но по принцип съществуват различни методи за определяне на видовете и подвидовете сред мечките и нито един от тях не е напълно ефективен. Има различията в систематизирането им у различни автори. Генетичният анализ показва родството между подвидовете и техните взаимовръзки Макар че подвидовете понякога са описвани като десетки, ДНК-анализът сочи наличие само на 5 подтипа, които включват всички известни подвидове.
Както правилният брой на подвидовете във вида, така и връзката с друг вид – бялата мечка са все още обект на спор. Смята се, че последната е произлязла от кафявата, но не изяснено кога и къде. Според повечето проучвания това е било в периода от преди 400 000 до 70 000 години, но повечето съвременни анализи скъсяват периода в рамките на 250 000 до 130 000 години. Според някои изследователи двата вида са съществували паралелно. Според генетичните изследвания северноамериканските подвидове са генетично близки и хомогенни с изключение на 2 подвида – мечката Кодиак и ситкинската. Последната има митохондриална ДНК на бялата мечка.
Подвидовете са както следва:

#### Евразийски
| Име                                                                         | Снимка | Разпространение | Забележка |
| --------------------------------------------------------------------------- | ------ | --- | --- |
| Ursus arctos arctos Евроазиатска кафява мечка                               |        | Европа, Кавказ, Западен Сибир и Монголия | Имат предимно тъмен цвят (рядко светъл), средни по размер на тялото с тъмни нокти. Сибирските представители са по-едри от останалите. Европейските мечки са предимно горски обитатели. |
| Ursus arctos beringianus Камчатска кафява мечка, Далекоизточна кафява мечка |        | Полуостров Камчатка и остров Парамушир | Това е много едра и тъмно оцветена мечка. Индивиди с по-светло оцветяване се срещат по-рядко в сравнение с евроазиатската кафява мечка. Ноктите са тъмни. Смята че, че този подвид е дал началото на други два – Мечката Кодияк (U. a. middendorffi). и Полуостровната кафява мечка (U. a. gyas) в Аляска. |
| Ursus arctos collaris Източносибирска кафява мечка                          |        | Източен Сибир от река Енисей до Алтай и Северна Монголия. | Притежава предимно тъмно оцветяване. Представлява междинна форма между U. a. arctos и U. a. beringianus. Притежава относително едър череп. |
| Ursus arctos crowtheri †Атласка мечка (изчезнала)                           |        | Обитавала е Атласките планини и прилежащи райони в Северна Африка от Мароко до Либия. | Често е описвана като самостоятелен вид. Последният оцелял индивид е отстрелян през 1890 г. |
| Ursus arctos isabellinus Хималайска кафява мечка                            |        | Непал, Пакистан и северна Индия | Мечката е с рижавокафява козина и пясъчни на цвят уши. Тази мечка е по-малка о останалите азиатски подвидове. Обитава райони с висока надморска височина – гори и алпийски ливади. |
| Ursus arctos pruinosus Тибетска кафява мечка                                |        | Тибетско плато. Малка субпопулация в пустинята Гоби често е приемана за отделен подвид. | Подвид със средно по размери тяло с дълга и рунтава козина. Еднакво се срещат светли и тъмни индивиди, но преобладава окраска на тялото със среден на крайностите нюанс. Козината по врата е светла и образува яка.                                                                                        |
| Ursus arctos lasiotus Усурийска кафява мечка, Амурска кафява мечка          |        | Южните Курилски острови, Сахалин, Приморски край, по поречието на реките Усури и Амур, Манджурия, Хокайдо, Северна Корея | Този подвид е вероятния родоначалник на мечката гризли (U. a. horribilis). |
| Ursus arctos syriacus Сирийска кафява мечка                                 |        | Разпространена е на север от Кавказ, през Мала Азия, източното Средиземноморие и на запад през Ирак, Иран, Афганистан и Пакистан до западната част на Хималаите. Ареалът е много разпокъсан и в повечето от районите като например Израел подвидът е съществувал в миналото. | Индивидите от този подвид са предимно светлокафяви и дребни със светли нокти. |

#### Северноамерикански
| Име                                                                                    | Снимка | Разпространение | Забележка |
| -------------------------------------------------------------------------------------- | ------ | --- | --- |
| Ursus arctos alascensis Аляска кафява мечка, Аляско гризли                             |        | Крайбрежието на Аляска | |
| Ursus arctos californicus †Калифорнийска кафява мечка (изчезнала) Калифорнийско гризли |        | Калифорния | Последният представител на подвида е отстрелян през 1922 г. |
| Ursus arctos dalli Кафява мечка от остров Дал                                          |        | остров Дал | |
| Ursus arctos horribilis Гризли                                                         |        | Северна и Западна Канада, Аляска и северозападните части на САЩ. В исторически план подвидът е населявал Големите равнини.                    | Гризли притежават средно до тъмнокафява козина със сиви и жълтеникави петна. По размер на тялото са по-малки от аляските кафяви мечки. Индивидите, обитаващи в близост до крайбрежието могат да бъдат повече от два пъти по-едри от тези от вътрешността на континента. Високо приспособима мечка, която обитава гъсти гори, тундра и открити прерии. |
| Ursus arctos middendorffi Кодиакска кафява мечка                                       |        | Островите Кодиак, Афогнак, Шуяк в Аляска | Това е най-едрият от подвидовете на кафявата мечка. |
| Ursus arctos nelsoni †Мексиканска кафява мечка (изчезнал) Мексиканско гризли           |        | Обитавала е северните щати на Мексико – Чиуауа, Коауила де Сарагоса и Сонора както и югозападните щати на САЩ – Тексас, Аризона и Ню Мексико. | Тази мечка изчезва в резултат на развиването на говедовъдството в тези райони. Подвидът е оцелявал при сухи планински и пустинни условия каквито предлагат някои участъци от ареала. |
| Ursus arctos sitkensis                                                                 |        | Населява островите Адмиралти, Баранов и Чичагов, Аляска.                                                                                      | Подвидът е най-близкородствен на полярната мечка. |

#### Невключени в настоящата систематика подвидове
| Име                                                   | Снимка | Разпространение                                                                               | Забележка |
| ----------------------------------------------------- | ------ | --------------------------------------------------------------------------------------------- | --- |
| Ursus arctos gobiensis Гобийска кафява мечка, Мазалай |        | Гоби                                                                                          | |
| Ursus arctos gyas Полуостровна кафява мечка           |        | Полуостров Аляска                                                                             | Според някои биолози подвидът се смята за част от мечката Кодияк (U. a. middendorffi). |
| Ursus arctos pyrenaicus Иберийска кафява мечка        |        | Пиренейски полуостров, основно в Кантабрийските планини, хълмисти райони в Галисия и Пиренеи. | Тази мечка е била смятана за отделен подвид. В днешно време се смята, че принадлежи към Ursus arctos arctos. Научните доказателства въз основа на ДНК изследвания доказват за наличието на две основни линии сред евроазиатската кафява мечка. Има ясно разделение на две основни митохондриални родословия сред съвременните евроазиатски кафяви мечки. Тези популации са разделени на тези, които носят източно потекло (линия IIIa, Leonard et al. 2000). Линията е представена от руски, северно скандинавски и източно европейски популации. Втората е западната линия (линия I, Leonard et al. 2000), която се състои от две подгрупи. Едната произхожда от Иберийския полуостров, включително и мечките от южна Скандинавия. Втората включва представителите от Апенините и Балканите (Taberlet et al. 1994; see however Kohn et al. 1995). Кафявата мечка е най-едрото диво животно на Иберийския полуостров, въпреки че е една от най-малките сред кафявите мечки. Зрелите екземпляри тежат 92 – 180 kg. Цветът на космената покривка варира от бледо кремав до тъмно кафяв, но винаги е отчетливо по-тъмен, почти черен към лапите и жълтеникав оттенък на върха на всеки косъм. Популацията на кафявата мечка се смята за застрашена в Испания. Днес популацията на кафявата мечка в Пиренеите е резултат от реинтродукция на мечки от Словения, с една или две останали оригинални иберийски мъжки мечки. |
| Ursus arctos marsicanus Марсиканска кафява мечка      |        | Марсика, централна Италия                                                                     | Наброява около 30 – 40 мечки обитаващи района на Марсика. Това е непризнат подвид, който е част от евроазиатската кафява мечка... |
| Ursus arctos stikeenensis                             |        | Североизточната част на Британска Колумбия около поречието на река Стикин.                    | Според някои биолози се приема за вариетет на мечката Гризли. |
| Ursus arctos ugavaesis (изчезнал)                     |        | Полуостров Унгава, Квебек                                                                     | Населявала е горист район в северен Квебек. Този подвид е изтребен от местните индиански племена и ранните европейски заселници. Последният екземпляр е отстрелян през 1913 г. |

## Описание

### Цвят
Кафявите мечки често не са с напълно кафява космена покривка. Те имат дълга, гъста козина с умерено дълга грива в задната част на врата, която варира в известна степен при отделните подвидове.
В Индия кафявите мечки могат да бъдат червеникави със сребристи върхове на космите. В Китай обаче мечките са двуцветни с жълто-кафяв или белезникав нос. Тази окраска се спуска надолу през шията, гърдите до раменете.
Северноамериканските гризли могат да бъдат от тъмно кафяви до кремави или жълтеникаво-кафяви и често имат по-тъмно оцветени крака. Най-общо всички мечки известни като гризли притежават типична окраска – космите по гърба са кафяво-черни в основата и белезникаво-кремави по върховете като придават на животното отличителния му „гризли-сив“ цвят. Зимната козина е много дебела и дълга, особено сред северните подвидове и може да достигне от 11 до 12 cm при холката. Зимните косми са тънки, но грапави на пипане. Лятната козина е много по-къса и по-рядка, а нейната дължина и плътност варира географски.

### Нокти и крайници
Кафявите мечки притежават много големи и извити нокти. Тези на предните крайници са по-дълги от тези на задните. Средната им дължина достига 5 – 6 cm, но може да я надвиши до 7 – 10 cm. Обикновено ноктите са тъмни със светъл връх, а някои подвидове имат изцяло светли нокти.
Кафявата мечка има по-дълги, но по-слабо извити нокти от тези на черната мечка. В сравнение със същия вид те са по-тъпи. Благодарение на структурата на нокътя и тежкото тяло възрастните кафяви мечки не могат да се катерят по дърветата. За разлика от тях черните мечки са добри катерачи, а в редки случаи са наблюдавани и женски кафяви мечки да се катерят. Ноктите на полярна мечка също са доста различни. Те са по-къси, но по-широки и силно закривени, вероятно като помощно средство при ходенето им върху хлъзгавия лед и снабдяването на плячка.
Лапите на кафявата мечка са доста големи. Задните крайници имат по-голяма стъпка, която варира от 21 до 36 cm, докато дължината на стъпката при предните крайници е около 40% по-малка от дължината при задните. Ширината на ходилото обаче и при четирите крайника е приблизително еднаква – 17,5 до 20 cm. Сред мъжките на едрите крайбрежни северноамерикански екземпляри и мечките-кодиак ноктите на задните крайници могат да достигнат дължина до 40 cm дължина и широчина от 28,5 см. При мечките кодияк този размер може да достигне и до 46 cm. Кафявите мечки са единствените съвременни видове мечки, които притежават гърбица в областта над рамената. Гърбицата е изградена от мускули, които вероятно са се развили с цел да придадат по-голяма сила за копаене, което е обичайно действие по време на търсене на храна, както и да копаят под земята за да изградят бърлога, където да изкарат своя зимен сън.

### Череп
Възрастните индивиди имат масивни, силни вдлъбнати черепи. Големината им е пропорционална на тялото. Челото е високо и се издига стръмно. Изпъкналостите на черепа са добре развити в сравнение с тези на азиатските черни мечки (Ursus thibetanus): последните имат сагитален гребен, чиято дължина заема около 19 – 20% от общата дължина на черепа, докато при кафявата мечка този гребен е до 40 – 41% от дължината на черепа. Изпъкналостите на черепа са по-слабо развити при женските, отколкото при мъжките екземпляри. Черепната кутия е сравнително малка и удължена. 
Съществуват много географски вариации в черепа, като основните разлики са главно в размера. Гризли например имат по-плоски профили от европейските и крайбрежните американски кафяви мечки. Дължината на черепа на руските мечки е 31,5 до 45,5 сантиметра за мъжките и 27,5 до 39,7 сантиметра за женските. Широчината на черепа при скуловите дъги при мъжките е 17,5 – 27,7 сантиметра и 14,7 – 24,7 сантиметра при женските.
Кафявите мечки имат много силни зъби. Резците са сравнително големи, а кучешките зъби са най-големи, като долните са силно извити. Първите 3 молари на горната челюст са недоразвити с единични коронки и с един корен. Вторият молар е по-малък от другите и обикновено липсва при възрастните. Обикновено се губи в ранна възраст, без да оставя следи от алвеола в челюстта. Първите 3 молари на долната челюст са много слаби и често се губят в ранна възраст. Зъбите на кафявите мечки отразяват диетичната им пластичност и са подобни на другите мечки, с изключение на 2-те най-тревопасни съвременни мечки – голямата панда (Ailuropoda melanoleuca) и очилатата мечка (Tremarctos ornatus), които имат закръглени премолари идеални за дъвчене на храна богата на фибри. За разлика от тях премоларите на кафявата мечка са назъбени поради факта, че сезонно те консумират и храна от животински произход. Зъбите са сравнително по-големи от американските черни мечки, но са по-малки в моларна дължина от полярните мечки.
Кафявите мечки имат по-широк череп, от която и да е съществуваща мечка. Само горепосочените по-горе тревопасни живи мечки ги превъзхождат в относителна ширина на черепа. Друга съществуваща мечка, бърнестата (Melursus ursinus), има пропорционално по-дълъг череп от кафявата мечка и може да съответства на дължината на черепа дори на по-едрите подвидове на кафявата мечка, вероятно като средство за нападение над колониите от насекоми (кошери, мравуняци). За целта е нужна дълга муцуна – полезна еволюционна придобивка характерна и за други видове бозайници хранещи се с насекоми.

### Тяло
Обичайният обхват на физическите размери на кафявата мечка е обща дължина на тялото с главата от 1,4 до 2,8 m и височината при холката (горната част на рамото) – от 70 до 153 cm. Размерът на кафявите мечки е много променлива величина у съвременните представители на вида. Всяка от популациите и подвидовете, обитаващи съответни сходни местообитания, притежават характерен размер. Той зависи и от половия диморфизъм, като средно мъжките мечоци са най-малко с 30% по-едри от женските. Наблюдават се и сезонни изменения в теглото. През пролетта в резултат на зимния сън и по-малкото храна, която консумират мечките са слаби. На есен, в резултат на хиперфагия, теглото нараства, а организмът се подготвя за зимен сън. Затова средното тегло на кафявата мечка се пресмята, като индивидът бива претеглен 2 пъти – през пролетта и втори път през есента.
Опашката спрямо размерите на тялото е къса. При всички вариации на вида тя е с дължина от 6 до 22 cm.
За да се внесе по-голяма яснота относно размера на тялото при някои от популациите на кафявата мечка, при женски индивиди, през пролетта може да се равнява на теглото при един от най-дребните представители на семейството – малайската мечка. Най-едрите представители са някои крайбрежни популации в Северна Америка, чиито размери достигат до тези на най-едрата съвременна мечка – полярната. Вътрешноконтиненталните представители на вида за сравнително по-дребни и размерът на тялото може да бъде сравняван с този на лъва, със средно тегло при мъжките от 180 kg, а при женските – 135 kg. Някои от популациите са 2 и повече пъти по-тежки от други. Средната оценка на теглото при мъжките мечки е създадена от 19 популации в цял свят. Същото е 217 kg, докато при женските оценката е от 24 популации и е 152 kg.

#### Екотипове или регионални популации
Размерът на тялото при кафявата мечка най-често се измерва чрез телесната маса, но тя е силно променлива величина и е свързана със степента на достъп до храна. Мечки, които се намират в екосистеми, които се характеризират с отворени пространства и особено богати на влага и течащи води са склонни да имат по-големи средни стойности на теглото, докато мечките, които обитават екосистеми с гъста горска растителност или в сухи, слабо залесени райони са с по-малка телесна маса. Сходно, според големината на местообитанията с подобни условия. Кафявата мечка в Северна Европа (Скандинавия, Източна Европа, Западна Русия), Национален парк Йелоустоун или вътрешните области на Аляска показва сезонна вариация на теглото между 115 и 360 kg (измерено от скоро встъпили в полова зрялост женски през пролетта до мъжки мечки в края на есента). Мечките от делтата на Юкон, вътрешността на Британска Колумбия, Национален парк Джаспър и Южна Европа (Испания, Балканите) могат да тежат средно от 55 до 175 kg). Тези значителни вариации представляват пример само в 2 широко разпространени подвида – мечката-гризли в Северна Америка и евразийският подвид в Европа. Поради липсата на генетични вариации в рамките на подвидовете, условията на околната среда в дадена област вероятно играят най-голяма роля при такива вариации на теглото.
Гризли е подвид с особено променливи размери. Най-големи размери при мъжките са регистрирани в популация от района на Нелчина, Аляска докато мъжките гризли от Национален парк Джаспър, Албърта са три пъти по-дребни. Средното тегло на гризли от Нелчина е около 207 kg, докато тези от Албърта са едва около 74 kg. Вероятно местообитанието от безкрайна тайга в Джаспър не осигурява достатъчно и питателни хранителни ресурси. Това повишава риска от гладуване и е причината гризли да бъдат с ниска телесна маса. Граничните райони на тундрата с друг тип местообитания и прериите осигуряват доста по-добри условия за набавяне на храна. Дори и в други части на Албърта телесното тегло на гризли надвишава 2 пъти това на гризли от Джаспър. Постепенното понижаване на размера на тялото се наблюдава при мечките от субарктическата зона – от планинския хребет Брукс до планината Макензи, вероятно поради значителното намаляване на хранителните ресурси в тази част. Въпреки това обаче най-едрият северен мечок-гризли е мъжки с тегло около 320 kg, което е около 2 пъти повече от теглото на останалите мъжки от района на Полярния кръг. Данните от Евразия са твърде сходни. Те отново показват намалена телесна маса сред мечките в Субарктика. Данните от това се базират от измервания на теглото на мечки Северна Финландия и в Якутия.
Дължината на главата и тялото при мечките гризли е средно от 1,8 до 2,13 m. Евразийските кафяви мечки имат сходни размери – от 1,7 до 2,1 m. Височината при холката на възрастни в Йелоустоун е средно 95,2 cm (измерена при мечки над 5-годишна възраст) и средно 98,5 cm в Словакия (измерена при мечки над 10-годишна възраст). Изправени на своите задни крака мечките имат височина с диапазон от 1,83 до 2,75 метра. В много части на Северна Америка, Европа, Русия и дори Хокайдо са съобщени изключително големи екземпляри превъзхождащи по размери и тегло индивидите от същата популация. Най-големите регистрирани гризли от Йелоустоун и Вашингтон са били с тегло от около 500 kg, а в Словакия и България – с тегло до 400 кг, което надвишава 2 пъти теглото на мечките обитаващи тези региони. Сред подвидовете северноамерикански и евразийски кафяви мечки са регистрирани и най-големите такива екземпляри. Това са съответно мечки с тегло 680 kg за Северна Америка и 481 kg за Евразия. Най-едрата кафява мечка в Европейската част на Русия е била с дължина на главата и тялото от 2,5 метра.
В Евразия размерите на мечките приблизително нарастват от запад на изток - най-големите мечки там са от Източна Русия. Дори в доминантния подвид размерът нараства в посока към източните граници. Например зрелите мъжки мечки в Архангелска област и Башкортостан обикновено надвишават 300 kg. Възможна е появата на мечки с междинен размер сред популации от вътрешността на Русия. Подобно на гризли и евразийската кафява мечка, популациите от усурийския (U. a lasiotus) и източносибирският подвид (U. a collaris) могат да се различават значително по размер. Понякога големите възрастни мъжки от тези подвидове могат да се доближават до размерите на мечките Кодиак. Източносибирските мечки извън субарктическите местообитания и континенталните усурийски екземпляри могат да имат приблизително същата големина като едрите популации на гризли, т.е. тези с подобна географска ширина в Аляска, и са с тегло от 100 до 400 kg според сезоните. От друга страна усурийските кафяви мечки от остров Хокайдо обикновено са доста малки и са с тегло от около 150 kg. Това е половината от теглото, отчетено сред мъжките от същия подвид в Хабаровския край. Това се дължи вероятно на затвореното смесено горско местообитание на Хокайдо. Подобно намаление на размера на тялото е отбелязано и при източносибирските кафяви мечки от Якутия, където дори възрастните мъжки са със средно тегло от около 145 kg, което е около 40% по-малко от средното тегло на мъжките мечки от този подвид в Централен Сибир и полуостров Чукотка.
При линейни измервания на средната телесна маса, няколко подвида имат характеристики, които ги поставят сред най-малките. Въпреки това, телесната им маса се доближава до тази на по-дребните представители от подвидовете с по-едро тяло, като гризли и евразийската кафява мечка. Леополд (1959) описва вече изчезналото мексиканско гризли, който според Рауш (1963) е най-малкият подвид сред кафявата мечка в Северна Америка, въпреки че точните параметри на нейния телесен размер не са известни. Мечките от сирийския подвид (U. a. syriacus) в зряла възраст достигат тегло от 100 до 160 kg. Хималайският подвид (U. a. Isabellinus) също се конкурира за най-малък. В Пакистан женските са със средно тегло от около 70 kg и 135 kg при мъжките. Женските от този подвид са сочени и за най-малка дължина на тялото с главата от 1,4 метра. Кафявите мечки обитаващи пустинята Гоби, чието съществуване на отделен подвид днес е спорно, тежат около 90 до 138 килограма. Това ги прави сходни по тегло с хималайските мечки и дори по-тежки от тези от Национален парк Джаспър. Гобийските мечки са с дължина на тялото и главата едва от 1 метър, което ги прави вероятно най-малките кафяви мечки. Тези най-малки представители на вида се срещат в характерни местообитания описвани като безплодни, подобно на полупустинните райони и сухата алпийска ливада в района на Хималаите.
Най-големите подвидове са мечките кодиак (U. a. middendorffi) и мечките от непризнатия подвид полуостровна кафява мечка (U. a. gyas). Изчезналият подвид калифорнийска кафява мечка (U. a. californicus) е бил също доста едър. Веднъж достигнали полова зрялост женските мечки-кодиак може да варират в телесна маса от 120 до 318 kg, а мъжките варират от 168 до 675 kg. Според Книгата на рекордите на Гинес средната мъжка мечка-кодиак е с обща дължина от 2,44 m (от главата до опашката) и има височина при холката 1,33 m. Теглото на двата подвида напролет, когато са слаби и на есен, когато натрупват маса варира съответно при мъжките от 312 до 389 kg, средно 357 kg, а при женските от 202 до 256 kg, средно 224 kg. При достигането си на възраст от 8 до 9 години мъжките от подвида тежат 3 пъти повече в сравнение с половозрелите 6-годишни, т.е. за около 3 години в периода от 6- до 9-годишна възраст мъжките кодиак утрояват теглото си. Отчетените средни телесни маси на възрастните за двата пола на полярната мечка са много сходни с тези на полуостровния подвид и на кодиак. Поради приблизително съответстващите си размери на тялото на двата подвида и тези на полярната мечка тези представители могат официално да бъдат считани за най-големия жив член на семейството на мечките Ursidae и най-големите съществуващи сухоземни хищници. Най-големият известен представител на подвида кодиак е мечка, отстреляна през есента на 1894 г. След направени няколко измервания е установено, че теглото й е било 751 kg.

## Поведение и начин на живот

### Умствени способности
Кафявите мечки имат един от най-големите мозъци сред всички съвременни хищници съпоставен спрямо размера на тялото им. Мечките са показали, че могат да използват различни инструменти за постигане на определени задачи, което изисква напреднали когнитивни способности.

### Активност
Кафявата мечка често се описва като хищник с усилена нощна активност. Въпреки това, той често проявява усилена активност в сутрешните и ранните вечерни часове. Проучванията показват, че активността в целия ареал може да се появи почти по всяко време на денонощието. Особено в райони с по-чести контакти с хората мечките са изцяло нощни. Освен това отделените от майката и зрели мечки проявяват активност основно в светлите части на денонощието. Много от възрастните мечки и особено тези обитаващи райони с ниско човешко присъствие са активни в часовете на сумрака. През лятото до есента кафява мечка може да удвои теглото си от пролетта, като натрупа до 180 килограма мазнина, на която да разчита, за да се справи през зимата, когато стане много летаргична. Макар че не са пълни хибернатори и могат да се събуждат лесно, представителите и на двата пола обичат да се усамотят на защитено място през зимните месеци. Бърлогата, където пребивават по време на хибернация може да бъде на всяко място осигуряващо защита и покой, като пещера, пукнатини, коренови системи на дърветата или кухи трупи.

### Обхват на местодомуване
Кафявите мечки обикновено се срещат в огромни по площ обхвати на местодомуване. Въпреки това те не са типично териториални животни. Обикновено няколко възрастни мечки често се разхождат свободно в една и съща околност без проблем, освен ако не оспорват правата си върху разгонена женска или източници на храна. Мъжките винаги обитават по-голяма площ от тази характерна за женските. Въпреки липсата на традиционно териториално поведение, възрастните мъжки изглежда имат своя лична зона, в която присъствието на други мечки не се толерира. Мъжките винаги обхождат по-голям ареал с цел да придобият по-голям достъп до женските, с чиито територии се припокриват неговите, както и по-широк достъп до хранителни източници. Женските от своя страна се възползват от по-малки територии, тъй като намаляват вероятността от срещи с мъжки мечки, които могат да застрашат невръстното им поколение. В районите, в които храната е обилна и концентрирана, както се случва в крайбрежна Аляска, обхватът на местодомуване при женските може да достигне до 24 km2 и при мъжките достигат до 89 km2. Съответно във вътрешността на съседна Британска Колумбия домашните местообитания на мечките от двата пола са 115 km2 за женските и 318 km2 за мъжките. В Национален парк Йелоустоун домашните местообитания на женските са до 281 km2 и до 874 km2 за мъжките. В Централна Арктика, в Канада, където източниците на храна са доста редки, домашните местообитания вече варират до 2434 km2 при женските и 3175 km2 при мъжките.
Проучване върху унаследяването на мъжката полова Y хромозома установява, че през последните 10 хиляди години има силно разсейване на същата в ареала на разпространение. Това проучване е установило изненадващо подобни Y хромозоми сред популациите от кафява мечка, в силно отдалечени едно от друго места, като Норвегия и крайбрежна Аляска, което показва обширен обмен на гени в Европа и Северна Америка. Това е в контраст с генетичните маркери от женската наследствена митохондриална ДНК (mtDNA), където кафяви мечки от различни географски региони обикновено показват силни различия в тяхната mtDNA, резултат от женската филопатрия.

### Йерархия и общуване
Този вид води предимно самотен начин на живот, въпреки че са наблюдавани случаи на струпвания при наличието на обилни количества на храна - колонии от молци, открити сметища за отпадъци (привлекателни за животните, дори и когато в тях не се изхвърля основно боклук с хранителен или органичен произход) и реки по време на годишната миграция на сьомгата - и формират социални йерархии въз основа на възрастта и размера на тялото. Възрастните мъжки мечки са особено агресивни и се избягват от подрастващи мечки и млади половозрели мъжки мечоци в случаите, както на повишено количество хранителни източници, така и при случайни срещи. Женските мечки-майки с малки мечета пропъждат възрастните мъжки с агресия и са много по-нетърпими спрямо други категории мечки, отколкото биват единичните женски екземпляри (без отглеждано в този момент потомство). Младите мъжки (мечоци-юноши) проявяват най-малка степен на агресия, към другите мечки.
Доминиращата позиция сред кафявите мечки се демонстрира с фронтална ориентация на главата, показваща острите части на кучешките зъби, извиване на муцуната и разтягане на шията, към която подчиненият следва да реагира със странична ориентация, като се обърне и отпусне главата, и сяда или ляга.
По време на битката мечките използват лапите си за да удрят противниците си в гърдите или раменете и хапят главата или шията. В Големия мечи алманах на Гари Браун са изброени 11 различни звуци, произвеждани от мечките в 9 различни контекста. Изразяващите гняв или лошо настроение включват ръмжене, рев, скърцане със зъби и различни шумове, а звуците изразяващи нервност или болка, включват грухтене, сумтене и викове. Майките издават характерно блеене когато общуват с малките.

### Размножаване и развитие

#### Сексуални взаимоотношения
Половата зрялост при мъжките настъпва средно с около година по-късно, отколкото при женските или когато те наедреят достатъчно за да могат да се конкурират успешно с други мъжки за правата на чифтосване. Брачните двойки се събират през май – юни, когато настъпва сезонът на чифтосването. Сред популациите живеещи по на север чифтосването се измества по-назад в периода до началото на юли.
Еструсът (разгонването) настъпва веднъж на всеки 3 до 4 години и трае от 10 до 30 дни. През този период женската се чифтосва с няколко мъжки. Често самците се бият за разгонената женска. В този период женската и самеца са серийно моногамни. Съвокуплението е енергично и продължително и може да продължи до един час. Средно то трае около 23 – 24 минути. Двойката остава заедно от няколко дни до няколко седмици. Извън тази тясна времева рамка, представителите на двата пола не показват сексуален интерес един към друг.
 

Доминиращите мъжкари могат да се опитат да изолират 1 женска за целия еструс-период от около 2 седмици, но обикновено не са в състояние да я задържат през цялото време. Мъжките се опитват да се чифтосват с колкото се може повече женски. По подобен начин и женската се чифтосва безразборно с до 4, в някои случаи - дори до 8 мъжки, като е възможно да се чифтоса с 2 в рамките на 1 ден. Обикновено тя маркира с урина като по този начин привлича мъжките. ДНК-тестове за бащинство са показали, че до 29% от малките от едно поколение могат да бъдат деца на 2 до 3 различни мечока. 

#### Бременност и раждане
Мечките раждат за първи път на 4 – 8-годишна възраст със средна възраст в полова зрялост на 5,2 – 5,5 и дават поколение веднъж на 3 – 4 години. Сред някои европейски популации раждат с около 1 година по-рано от нормално, с честота през около 2години.
Бременността като цяло продължава около 7 месеца. След оплождането яйцеклетката не се имплантира няколко дни по-късно, а едва към ноември след като започне зимния им сън. Тази физиологична особеност се нарича забавена имплантация и фактическата бременност продължава едва от шест до осем седмици. Чрез процеса на забавена имплантация, оплодената яйцеклетка се дели и плува свободно в матката в продължение на шест месеца. През зимната латентност, плодът се прикрепя към стената на матката. В случай, че мечката не е натрупала достатъчно подкожна мазнина за зимата и е слаба е възможно яйцеклетката да не се имплантира в матката, а да се резорбира (разгради).
Мечетата се раждат голи, беззъби, слепи и много малки в бърлогата, по време на зимния сън - през януари. Раждат се от 1 до 4 на брой (обикновено 2). Имало е случаи на мечки с най-много шест малки, въпреки че средният размер на котилото е 1 – 3, а котилата с повече от четири се разглеждат като необичайни. По-възрастните и по-големите женски имат склонност да раждат по-едри новородени. Размерът на котилото също зависи от редица фактори като географско разположение и наличие на хранителни ресурси.

#### Грижи за потомството
Малките са с тегло от 340 до 680 грама и зависят от възрастта и състоянието на майката. Кърмачетата сучат от млякото на майката до пролетта или дори началото на лятото, в зависимост от климатичните условия. По това време малките тежат от 7 до 9 kg и са се развили достатъчно за да я последват на дълги разстояния и да започнат да търсят твърда храна, В началото растат много бавно и проглеждат едва на 30-ия ден, но към тримесечна възраст тежат около 15 килограма, а на половин година са вече около 25 килограма, а през първата година след раждането си те увеличават размерите си около 200 пъти. През пролетта излизат с майка си от бърлогата и укрепват бързо. Кърменето продължава около 18 – 30 месеца, но мечетата живеят с майка си почти до двегодишна възраст. През пролетта излизат навън да играят и да се учат да ловуват. 
Мъжките не вземат участие в отглеждането на малките. Родителството е изцяло дело на женските. Понякога женски мечки приемат бездомни малки или дори разменят или отвличат малките, когато те излизат от зимен сън.
Малките са напълно зависими от майката и между тях се формира тясна връзка. По време на етапа на зависимостта мечетата се учат (надграждат вродените си инстинкти) как да оцеляват в дивата природа. Учат се например кои храни имат най-висока хранителна стойност и къде могат да ги открият, как да ловуват дивеч, дребни животни и риба, да се защитават и къде да изграждат своята бърлога. Увеличеният размер на мозъка у големите хищници е в пряка зависимост от това дали даден вид води самотен начин на живот, както е при кафявата мечка. Женските кафяви мечки имат сравнително големи, добре развити мозъци като вероятно това е ключов фактор в поведението и да преподава на поколението. Малките се учат, чрез имитация на действията на майката по време на периода, в който те са с нея. В Северна Америка те остават средно за около 2,5 години, рядко са независими още на 1,5 година или най-късно до 4,5-годишна възраст. В Евразия този период е по-кратък като проучване от Хокайдо и Швеция показва, че той не надхвърля 2,3 години и обикновено е 2.

#### Убийства на мечета
Известен факт е, че при кафявите мечки съществува детеубийство. То се практикува от възрастни мъжки, които не са родители на потомството на дадена женска. Мъжките убиват малките с цел привеждане на женската до състояние на еструс, който физиологично се явява в рамките на 2 – 4 дни след смъртта на малките.
Обикновено мечетата се спасяват от смъртта като бързо намират дърво, на което да се качат. Майката също успешно защитава своето потомство, въпреки че мъжките са 2 пъти по-тежки от тях. Известни са и случаи, когато женската загива в подобни сблъсъци.

## Фактори влияещи върху продължителността на живота
Различни изследвания сред популации от различни части на техния ареал показват широк спектър от причинители на смърт всред мечките. Значителен дял от смъртността на представителите на вида се дължи на убийството на малки от представители на собствения вид. Друга част се дължи на бракониерство, а в по-урбанизираните територии мечките стават жертва и на пътнотранспортни произшествия с моторни превозни средства и по-рядко на железопътни катастрофи. Значителен фактор са и болестите

### Продължителност на живот и смъртност
Кафявата мечка е бозайник със сравнително голяма продължителност на живота. Известни са случаи на женски мечки, които са дали поколение и на 28-годишна възраст. Това е и най-голямата възраст за репродукция сред представителите на семейството. Пиковата репродуктивна възраст за женските варира от 4 до 20 години. Животът на кафявите мечки от двата пола в рамките на минимално преследваните за лов популации се оценява средно на 25 години. Най-старата дива кафява мечка е била на около 37 години. Най-старата регистрирана женска в плен е на възраст близо 40 години, докато за мъжките в плен е потвърдено, че могат да живеят до 47 години, като един мъжки в плен вероятно е доживял до около 50 години.
Докато мъжките мечки потенциално живеят по-дълго в плен, женските гризли мечки имат по-голяма годишна преживяемост от мъжките. Този резултат е установен при изследване в района на Йелоустоун. В повечето защитени територии средната годишна смъртност сред кафявата мечка от всички възрастови категории се оценява на около 10%, а сред популациите с активен лов тя се увеличава до около 38%.

### Смъртност в ранна възраст
Около 13% до 44% от малките измират в първата си година дори в добре защитени територии. Случаите на смъртност от 75 – 100% сред малките в дадена година не са рядкост. Отвъд хищничеството от страна на други големи хищници, включително вълци, сибирски тигри и други кафяви мечки, гладът и злополуки от всякакъв характер (включително срещи с враждебни възрастни мечки) са причина за смъртност сред малките. Изследванията сочат, че най-разпространеният източник на смъртност за първите години е недохранването. През втората и третата година от живота им годишната смъртност сред малките, дължаща се на недостатъчната грижа от майките спада до 10 – 15%.

### Роля на човека
Дори в популациите, живеещи в защитени територии, хората все още са водещата причина за смъртността сред кафявите мечки.
Най-голям разрешен отстрел на кафяви мечки е този в Канада, Финландия, Русия, Словакия и Аляска. Ловът не е регулиран в много области в ареала на местообитание на вида. Дори когато ловът е законно разрешен, повечето биолози смятат, че числото на ловуваните мечки е прекомерно, като се има предвид ниската степен на възпроизводство и рядкото разпространение на вида. От значение е и замърсяването на околната среда и ограничаването на местообитанията от човека.
Кафявите мечки стават и случайни жертви при сблъсъци с автомобили, което е значима причина за смъртност в Съединените щати и Европа.
Същевременно чрез различни инициативи се подобряват шансовете за оцеляване, както на вида, така и на отделни групи и индивиди.

### Болести
Заболяванията при кафявите мечки са сходни с тези характерни за родствени видове мечки както и за останалите представители на разред Хищници. Много от тях са и зоонози. 
Сред северноамериканските популации на кафявата мечка са известни поне 15 вида паразита. Те включват 1 вид трематод – Echinostoma revolutum, 3 вида цестода – Taenia krabbei, Diphyllobothrium latum и Diphyllobothrium ursi, 6 нематода – Baylisascaris transfuga, Cyathostoma bronchiale, Uncinaria yukonensis, Uncinaria rauschi, Dirofilaria ursi и Trichinella spiralis както и 5 вида членестоноги – Chaetopsylla setosa, Chaetopsylla tuberculaticeps, Thrassis spenceri, Pulex sp. и Dermacentor andersoni. 11 от тези видове са описани и при черните мечки. 
Сред евроазиатската популация опасните за кафявите мечки паразити са поне 28 вида. Те биват 2 вида протозои – Eimeria ursi и Isospora fonsecai, трематодът Nanophyetus salmincola, 5 вида цестоди Diphyllobothrium latum, Diphyllobothrium cordatum, Taenia ursina, Cysticercus cellulosae и Bothriocephalus ursi, 11 нематода Nematoideum ursi, Dochmius ursi, Spiroptera ursi, G. contortum, Baylisascaris transfuga, Baylisascaris multipapillata, Toxocara canis, Toxocara mystax, Uncinaria stenocephala, Dirofilaria ursi и Trichinella spiralis, както и 11 членестоноги Chaetopsylla tuberculaticeps, Trichodectes p. pinguis, Ixodes persulcatus, Ixodes ricinus, Dermacentor silvarum, Dermacentor cf. venustus, Haemaphysalis japonicus douglasi и Sarcoptes scabiei.
Изследване в Хърватия на 22 броя кафяви мечки (13 диви и 9 отглеждани в плен) за 18 вирусни и рикетсийни болести достига до интересни резултати. Тестваните мечки се оказва, че са носители на антитела за Bhanja virus, Tahyna virus, Западнонилска треска, Sandfly fever Naples virus, Човешки аденовирус, Инфлуенца тип A и тип B, Параинфлуенца тип 1, Cytomegalovirus, Chlamydia psittaci, Coxiella burnetii и Canine parvovirus. Заключението от изследването показва, че свободноживеещите мечки са жертва основно на арбовирусните инфекции, тези отглеждани в плен са жертва на болестотворни агенти, характерни за човешката популация и само вирусът на парвовирозата при кучетата е характерен и за двата типа мечки.

## Хранителни навици
Кафявата мечка е едно от най-всеядните животни в света и е регистрирано, че консумира най-голямото разнообразие от храни сред всички останали видове мечки. Няма друг вид в населяваните от кафявата мечка екосистеми, което да ползва такова разнообразие от хранителни източници. През целия си живот, тя редовно проявява любопитство към проучването на всеки организъм или обект и потенциала му като източник на храна. 
Предпочитат да консумират храна, която е едновременно обилна и лесно достъпна. Структурата на челюстите им се е развила така, че да отговаря на техните хранителни навици. Диетата им варира значително в различните области въз основа на възможностите. Променливостта на храната е показателна в западната част на САЩ. В национален парк Йелоустоун месото съставлява 51% от средната годишна диета за мечките гризли, докато на неколкостотин километра на север в Национален парк Глейшър тя съставлява едва 11% от диетата.
През пролетта хранителни източници са мършата, останала от замръзнали трупове на животни, убити от хищници или умрели в резултат на неблагоприятни условия, а също и треви, издънки, острици. През лятото и особено - през есента - плодовете на различни растения, включително и дребните горски плодове увеличават своя дял в диетата на кафявите мечки. Корените и луковиците се превръщат в спасителен вариант през години и в райони, където плодовете са в малко количество.

### Растения и гъби
Въпреки репутацията си на хищници, повечето кафяви мечки не са силно месоядни, а получават до 90% от храната си под формата на растителни материи. Установени са общо над 200 растителни вида в менюто на вида. Кафявите мечки често се хранят с различни растителни видове, включително горски плодове, треви, цветя, жълъди (Quercus ssp.) и борови шишарки, както и мъхове и гъби.
Вероятно най-растителноядни са представителите на вида са от по-топлите умерени части на Евразия (представители от Испания, Словакия, по-голямата част от Балканите, включително Гърция, Турция, Хималаите и вероятно Близкия изток). При тях повече от 90% от диетата може да е представена от растения. В много вътрешни части на Северна Америка диетата на мечките-гризли е между 80 и 90% на растителна основа, но и месото може да бъде много по-важно в някои области. Установено е, че наблягането на вегетарианска диета поставя ограничения върху растежа и размера на тялото мечките, които живеят в среда с богати животински източници. Причината за това е, че техните храносмилателни системи не обработват растения така добре, както животинските мазнини и протеини.
Сред всички съвременни видове мечки кафявата е уникално оборудвана за да копае и намира труднодостъпни храни, като например корени и филизи. Те използват дългите си и силни нокти за да изкопават земята за да достигат корените и да ги късат със силните си челюсти. През пролетта по-голямата част от консумираната растителна маса са корените, а тревите постепенно ги изместват с напредването на пролетта. Тази храна не е особено питателна за мечките и главно уталожва глада. Кафявите мечки изпитват затруднения в смилането на големи количества твърди, влакнести храни. Корените на Хедизариум (на латински: Hedysarum) са сред най-често консумираните храни от цялата гама и могат да станат важни заместители в случай, че стабилните храни като плодовете се окажат недостъпни. Луковиците и грудколуковиците са важни когато са на разположение тъй като те са един от най-големите източници на протеини в растителния свят, така както и твърдите черупчести жълъди. Кафявите мечки са ограничени по отношение на достъпа им до твърди черупчести плодове. За разлика от американските и азиатските черни мечки те имат ограничени способности за катерене. Така те трудно си осигуряват такъв тип храна и разчитат на това плодовете сами да паднат на земята или да достигнат до тях като се изправят на задните си крака.
Твърдите жълъди могат да се превърнат в най-важната храна (въпреки че се консумират главно в края на лятото и есента), когато са налични в големи количества като например на остров Хокайдо (Япония), както и в Италия и Испания. Една от най-важните храни за мечките, в района на Скалистите планини на Съединените щати, са семената от шишарките на бора Pinus albicaulis. Те могат да бъдат набавяни в резултат на опадването им по земята с шишарки, понякога отчупени от американската червена катерица, а най-богато угощение настъпва когато мечката открие скривалище от запасите й. Опадването на семената от характерния за района на Северна Америка бор е застрашено от неволно интродуцираната гъбичка Cronartium ribicola. Лишаването на кафявите мечки от този вид хранителен източник е причина представителите да намират нови източници на храна, предимно от животински произход. В едно гръцко проучване е установено, че меките храни надминават твърдите такива като източник на храна с около 1/4 от годишната диета, а основната й част е от бобови растения от род Medicago.
Плодовете от дърветата и горските плодове са незаменими за кафявите мечки в повечето обитавани от тях райони, като високоенергийна храна-запас за зимния сън. Разнообразни дивоплодни растения от умерената зона на Северна Америка и Евразия привличат кафявите мечки в края на лятото и есента. Сред най-значимите, влизащи в менюто на кафявата мечка са много видове от род Сливи (Prunus), плодовете на дива череша, черен емпетрум (на латински: Empetrum nigrum), круши (Pyrus ssp.), ябълки (Malus ssp.), къпини, малини, мечо грозде, боровинки.
Плодовете представляват второстепенна част от диетата на мечки, които обитават райони с изобилие от жълъди. Тези плодове са богати на белтъчини за разлика от богатите на въглехидрати меки плодове. Дори когато плодовете се консумират често, трябва да се консумират и други храни, за да се удовлетворят хранителните изисквания. Смята се, че една млада женска кафява мечка може да се наложи да консумира почти 30 000 плода всеки ден в края на лятото/есента, за да се изхранва на чисто плодова основа.

### Безгръбначни
Кафявите мечки често ядат насекоми; през лятото и есента. Те могат да бъдат консумирани от тях редовно под формата на имаго и на ларви, включително и личинки от пчелни кошери и пити. Повечето насекоми, които биват изяждани са от социален тип (еусоциални) и се откриват от мечките в колониални гнезда, които осигуряват вероятно по-голямо количество храна.
Пчелите и осите са важни допълнителни храни за мечките в Евразия - от най-отдалечения западен район, в Испания до най-отдалечения изток, в Хокайдо. Мечките в Йелоустоун и Монтана ядат огромен брой молци през лятото. Понякога консумират до 40 000 броя молци от вида Euxoa auxiliaris. Често за един ден могат да получат до 1/2 от годишната си дажба получавана от консумацията на тези насекоми. Други важни източници на белтъчини от насекоми, за кафявите мечки са калинките и ручейниците. 
Установено е, че в някои части на Европа, като Скандинавия и Източна Европа, мечките консумират голямо количество мравки. В Словения например до 25% от сухата маса, консумирана от кафявите мечки е била съставена от мравки. Подобна консумация на мравки е наблюдавана и на места в Северна Америка. Пример за това са мечките от западната част на Централна Албърта където в 49% от изпражненията на кафява мечка се откриват консумирани мравки. Кафявите мечки се добират до мравките, разрушавайки  мравуняка, но докато пасивно облизват излезлите навън мравки, те го отбраняват, обилно отделяйки мравчена киселина. Затова мечките предпочитат мравките от род Camponotus, които са достъпни в гниещи дървесни трупи, а не в подземни колонии. 
Кафявите мечки, живеещи близо до крайбрежните райони редовно консумират раци и миди. В националния парк и резерват Катмай в Аляска кафявите мечки по протежение на плажовете покрай речните устия редовно копаят пясъка за мидите Mya arenaria и Siliqua patula, които осигуряват по-богата на протеини и енергия храна през пролетта за разлика от растенията и преди рибите да станат достъпни за ядене. Ракът Cambaroides japonicusот Хокайдо се явява богата на протеини хранителна добавка за кафявите мечки там.

### Риба
Най-характерните хранителни взаимоотношения на кафявата мечка са тези със сьомговите риби от род Oncorhynchus, особено в крайбрежните райони, но също така и в някои вътрешни райони на Северна Америка. Едно от ключовите взаимоотношения, между кафявите мечки и риби от род Американски пъстърви/Тихоокеански сьомги (на латински: Oncorhynchus) е това между гризли и сьомгата Oncorhynchus clarkii в района на Скалистите планини около Йелоустоун. Тук този вид е бил консумиран в значителни количества, макар че подобно на Pinus albicaulis, като източник на храна е намалял заради инвазивните видове, въведени от човека. Сега изчезналото калифорнийско гризли е мечка, която е била доста специализиран хищник по рибите от род Onocorhynchus в реките на Калифорния, главно на дъговата пъстърва. 
На полуостров Камчатка и няколко по бреговете на Аляска, включително и на остров Кодиак, кафявите мечки се хранят предимно със сьомга. Обилното хранене с тези риби обяснява огромните размери на мечките в тези райони. Червената сьомга (на латински: Oncorhynchus nerka) и горбуша (на латински: Oncorhynchus gorbuscha) са най-често улавяната плячка, но в менюто на мечките влизат и сребристата (на латински: Oncorhynchus kisutch), кралската (на латински: Oncorhynchus tshawytscha), Японската (на латински: Oncorhynchus masou) и кучата сьомга (на латински: Oncorhynchus keta).
В крайбрежните райони на Тихия океан мечките разчитат на по-разнообразна храна, защото миграцията на сьомгата настъпва в края на лятото и началото на есента. На остров Кодиак за това им служат местни ягодоплодни растения, морски организми разпилявани след отлив, както и разни копитните животни.
По изключение сьомгата може да дойде във вътрешните реки още през юни, когато други крайбрежни мечки от Аляска са слабо подсигурени откъм храна.
Риболовните техники на мечките са добре известни. Те често се събират около водопади или бързеи на реките, където сьомгата е принудена да пробие водата и да скочи за да продължи нагоре по течението и ги улавят с устата си във въздуха. Мечките ловуват и в плитки води, надявайки се да заловят хлъзгавата сьомга с ноктите си. Хранят се с почти всички части на рибата, но в периода на пика на хвърляне на хайвера мечките си позволяват да консумират само най-хранителното - хайверът на женските и главата. Останалите неизядени части от рибата стават храна за други животни чистачи като лисици, орли, гарвани и чайки.
Въпреки че са единаци при наличието на богата плячка мечките могат да проявят търпимост и да се събират. Често най-силните индивиди заемат най-добрите места за улов, а не са редки и случаите за борба с цел отвоюване на тези места. Въпреки агресивните си отбранителни способности, женските кафяви мечки обикновено избират оптимални места за риболов, за да избегнат мъжките мечки, които потенциално могат да застрашат малките.
Извън тихоокеанските сьомги, хищническите взаимоотношения между кафявите мечки и рибите са необичайни. Съобщава се за хищничество към рибите Coregonus nasus и Catostomus catostomus в Субарктическа Канада и в Сибир към щука и липан, както и други видове риба от Евразия.

### Бозайници
Освен обичайния лов на сьомга, повечето кафяви мечки не са особено активни хищници. Въпреки това, кафявите мечки са способни да уловят практически всеки бозайник, на който се натъкват – от дребните мишевидни гризачи до такива, които имат страховити размери като тигър и дори бизон. Над 100 вида бозайници са установени като консумирана храна от кафявите мечки и открити в техните изпражнения. Все пак това са както уловена от мечките жива плячка, така и открити трупове и мърша убити от други хищници или умрели по друга причина.

#### Гризачи
Около половината от видовете, консумирани от кафяви мечки тежат по-малко от 10 kg. Те могат да включват зайци, сеносъбирачи, мармоти, бурундуци, мишки, плъхове, леминги и полевки. Поради склонността си да копаят, кафявите мечки могат да подушат населени с дребни бозайници подземни дупки, да чакат тихо или яростно да копаят, докато животните не бъдат достигнати и уловени. В студените месеци малките ровещи гризачи подобно на кафявите мечки изпадат в хибернация. В края на този период кафявата мечка се събужда по-рано от тях и е способна да открие и улови в дупките им все още вцепенени от физиологичното си състояние дребни животни. Те не само консумират малките бозайници, но и се хранят със техните хранителни запаси, складирани под земята. Такива примери са забелязани при мечките-гризли, които изяждат складирана храна от полевки и на гризачаThomomys talpoides. В някои райони тези складове могат да бъдат основната притегателна сила, както е случаят с азиатския бурундук, чиито запаси могат да съдържат до 20 kg храна, а самите дребни гризачи могат да бъдат уловени по-рядко.
С особена редовност мечките обитаващи тундрата дебнат край дупките на американския дългоопашат лалугер надявайки се да уловят по няколко индивида, които тежат по около 750 g. Ловът на лалугери е най-успешен през септември и октомври, когато ранният сняг покрива каменистите пътища за евакуация на гризачите. В Националния парк Денали американския дългоопашат лалугер представлява около 8% от целогодишната диета на мечките и са най-последователният източник на животински протеин за хищника там. Още по-важна диетична връзка с малък бозайник се среща при тибетската синя мечка, която е очевидно най-месоядния тип кафява мечка. Тя най-често се храни с широко разпространения черномуцунест сеносъбирач, който достига до около 200 грама. В стомаха на тибетска кафява мечка от Чангтан са открити 25 сеносъбирача. Като цяло сеносъбирачите представляват около 60% от диетата на този подвид. Там където черномуцунестите сеносъбирачи отсъстват както например в региона Мустанг в Непал, те са заменяни с хималайския мармот, който според изследване на изпражнения от мечки там представлява около половината от консумираната храна. Големите гризачи като бобрите и северноамериканското бодливо свинче рядко се оказват предмет на плячка най-вече поради различия в предпочитанията на местообитанията, както и очевидните защити на последните.

#### Копитни
В по-голямата си част кафявите мечки редовно се хранят с копитни животни. В много случаи този важен източник на храна се получава като мърша, която се консумира предимно през пролетта, когато снежните и ледените условия, съчетани с ниските температури и глада изтощават до краен предел много копитни животни. Тъй като намерените трупове често са твърдо замразени, кафявите мечки могат да седят върху тях, за да ги размразят достатъчно за консумация. 
Самият улов на такъв тип животни рядко е по силите на мечките - опитите започват тромаво и несигурно и често преследването на плячката завършва с измъкването й. От друга страна някои кафяви мечки са доста самоуверени хищници, които обичайно преследват и ловят големи бозайници, предимно копитни. Такива мечки обикновено се учат как да ловуват от своите майки още от ранна възраст. Те са най-редовният хищник на копитни животни сред съществуващи видове мечки. Степента на ловно поведение се различава в отделните региони. Например в Словения месото от копитно животно е 4 пъти по-вероятно да бъде консумирано като мърша, отколкото чрез лов, а в Източна Централна Аляска, консумацията на уловени копитни животни е 4 пъти по-вероятна от тази на тяхна мърша.
Степента на месоядност при кафявите мечки се увеличава в северните ширини. Когато кафявите мечки атакуват едри животни, те обикновено насочват вниманието си към млади или немощни индивиди, понеже са по-лесни за улавяне. Успешните ловувания обикновено се случват след кратка атака при засада, но те могат да подгонват плячката и на открито,  като се стремят да отделят малкото от майката. Обикновено жертвата се убива чрез захапване на гръдния кош над гърба, в задната част на главата, врата, лицето или носа. Обикновено младите биват притиснати към земята, разкъсани и изядени живи.
Въпреки че поначало кафявите мечки се характеризират като неквалифицирани хищници с минимално усъвършенствани ловни умения, някои индивиди, които редовно са принудени да ловуват копитни животни успяват да променят своята стратегия за лов и да постигнат успех, сравним с този на други хищници, ловуващи самостоятелно. Понякога кафявите мечки хапят или удрят своята плячка за да я зашеметят достатъчно и да пристъпят към консумация. За да изберат млади или немощни индивиди мечките контролират стадата и отсяват по-бавно движещите се и по-уязвимите. Кафявите мечки също могат да откриват млади животни, като ги намират чрез обонянието си. Най-уязвими са предимно новородени копитни животни, които през първите няколко дни от живота си имат неразвити крака и не могат да се движат с пълна скорост. Подрастващите, които се движат заедно с майките си също лесно могат да бъдат догонвани - до есента, когато изцяло развиват способностите си за бягане.
Повечето атаки на възрастни копитни се случват, тогава когато плячката има някакви вид физически недостатъци. Когато излизат от зимен сън, кафявите мечки, чиито широки лапи им позволяват да ходят лесно по лед и сняг, могат да преследват голяма плячка, като например лосове, чиито копита не могат да бъдат ефективно средство за придвижване при подобни условия. По подобен начин хищнически нападения върху голяма плячка понякога се появяват в близост до речни корита, когато за плячката е по-трудно да избяга поради кална или хлъзгава почва. В редки случаи, когато се сблъскват с необичайно голяма, напълно развита и опасна плячка мечките я убиват, като удрят с мощните си предмишници, които могат да разкъсат шиите и гърбовете на големите същества като възрастни лосове и бизони.
Кафявата мечка ловува (от копитните животни) най-вече елени, около десетина вида, но основната част от плячката й сред тях са уапити, лос и карибу. По-едрите видове елени са предпочитани, защото са склонни да бъдат по-малко подвижни и бързи, сравнени с малките или средните, въпреки че карибу могат да надминат гризли на открито. Те се намират и в големи количества в няколко района, обитавани от кафяви мечки, и осигуряват по-голямо количество храна. Лосът може да бъде предпочитан там, където е многочислен поради самотния му начин на живот и склонността му да живее в залесени площи, като и двете го правят по-лесна плячка при нападение от засада. В редки случаи, кафявите мечки са способни да убиват мъжки бикове от представители на видове от най-големите копитни животни в региони, в които живеят. Според наблюденията това са лос, овцебик, як, американски и европейски бизон. Забележително е, че такива атаки понякога се извършват от мечки, които не са особено големи, включително мечки от вътрешността на континентите или дребни мечки от Централна Арктика. Така някои копитни животни могат да бъдат до два или до три пъти повече от теглото на атакуващата ги мечка. Въпреки това, повечето от мечките, които са уловили възрастен лос в Източна Централна Аляска и Скандинавия, са големи зрели мъжки индивиди.
Кафявата мечка е най-опасният самотен хищник на лосове, преследвани с по-голяма стръв само от глутниците вълци. Дори и сибирските тигри предпочитат друга плячка, предимно (марали и глигани), в райони, където съжителстват с лоса. Все пак кафявата мечка най-често избира млади еленчета или болни възрастни, тъй като другите лосове са много опасни и често й се изплъзват с бягане. В североизточна Норвегия е установено, че лосовете са най-важният единичен хранителен продукт (присъстващ в до 45% от изпражненията и осигурява от 70% от хранителната енергия на мечката) за местните кафяви мечки специализирали се в лов на лосове, най-вече болни или бременни, но здрави индивиди. В Националния парк Йелоустоун са изследвани кафяви мечки, които са набавяли голяма част от енергията си от копитни животни. При тях 30% от консумираните копитни животни са били убити от мечките, а останалата част е консумирана като мърша. Уапити, бизон и лос (трите най-големи местни копитни животни в региона) съставляват почти 1/4 от общата диета с копитни животни. 13% от общия брой уловени и убити копитни животни, които са изследвани в Йелоустоун, са били млади уапити, а 8% от активно и успешно ловуваната плячка са били възрастни. Други елени, консумирани от кафявата мечка са благороден елен, петнист елен, читал, европейска сърна, сибирска сърна, елен лопатар, черноопашат елен и белоопашат елен.
Потенциална плячка са и 20 вида кухороги, сред които различни овце, кози, антилопи, бизони както и овцебикът. Както обикновено, това с млади или болни и уязвими индивиди. По-дребните видове са изключително гъвкави и често живеят в скалисти среди. По-едрите са потенциално опасни, особено ако са наясно с присъствието на мечката.
В някои части на Източна Европа и Русия дивата свиня може да се развива в изненадващо големи стада, като се има предвид конкуренцията на мечките, и оттам става тяхна жертва. Едно проучване от амурската територия на Русия установява, че кафявите мечки са всъщност по-плодотворни убийци на диви свине от тигрите и сивите вълци - може би поради намалелия брой на тигрите в региона, вследствие бракониерство над голямата котка.

#### Китоподобни
До 5 вида китоподобни са били регистрирани като източник на храна в крайбрежните райони на Аляска, в Централна Арктика, а в миналото - и в Калифорния.

### Други гръбначни
Кафявата мечка може да яде птици и техните яйца, включително на почти изцяло на земно- или скалногнездящи видове. Въпреки че обикновено не могат да уловят здрави птици, яйцата, голишарчетата (наскоро излюпените пиленца, на които липсва перушина) и малките птици могат да бъдат много привлекателни за кафявите мечки. Атакуваните видове могат да бъдат от всякакъв размер – от алеутски рибарки до пойните и лебедите тръбачи. По-голямата част от регистрираната птича плячка се състои от гъски и морски патици, гнездящи южно от Северния полярен кръг, следвани от кокошеви птици. Причините за това са, че тези птици гнездят в блатисти, плитководни райони или директно върху земята, значително увеличават размера на поколението си и са уязвими за този хищник. Големи хищни птици като морски орли, благородни соколи (на латински: Falco rusticolus) и скални орли, понякога се използват като плячка, ако гнездят в скални образувания, достъпни пеша, а орлите и соколите могат яростно да нападат мечките близо до гнездата си.
Поради обитаването им в по-хладните умерени райони, влечугите и земноводните рядко са източник на храна за кафявите мечк; известни са само в няколко случая: жаби в Италианските Алпи, змията Elaphe climacophora на остров Хокайдо, гущери Takydromus в Амурска област, Русия и костенурки в Гърция.

### Одомашнени животни и човешка дейност
Специално мечките в България са от най-плахите и избягват срещи с човека. Причина за това е, че Южна Европа е била пренаселена още от дълбока древност. Хората са преследвали вида в продължение на хиляди години и мечките са придобили навик да се крият и пазят. Обичайно при среща с човек, мечката го подушва и чува отдалеч и се отдалечава. Въобще кафявите мечки се боят от хората и избягвайки ги, предотвратяват сблъсъците си с тях (и по принцип не нападат и не поддържат агресивността си спрямо хората, ако не са предизвикани и не чувстват застрашени живота и поколението си), но сред тези животни понякога се случва и пристрастяване към нападенията над хора и към вкуса на човешкото месо - такива мечки са наричани стръвници. В това отношение мечките се доближават до някои други човекоядни животни, ставащи такива при изключителни обстоятелства. 
Освен това в случаите, когато мечките са принудени да живеят в близко съжителство с хора и техните стопанства, те могат да превърнат в своя плячка домашните животни и продукцията, добита от хората. Повечето видове селскостопански животни са били опитомени в продължение на хилядолетия и нямат почти никакъв инстинкт за самосъхранение, особено по отношение на атаки от страна на хищници. Кротостта им прави кафявите мечки по-склонни да атакуват здрави възрастни сред домашните животни, докато здрави възрастни диви животни са обичайно избягвани от тях. Сред домашните и селскостопански животни домашното говедо е добра/относително незлоблива, едра и лесно уловима плячка. Говедата са ухапвани по врата, гърба или главата и след това мечките отварят меката преграда на коремната кухина за ядене.
В Норвегия домашни овце се отглеждат свободно на открити площи, т.е. незаграждани и с минимален надзор. Местните кафяви мечки се възползват от това и получават 65 – 87% от своята хранителна енергия, в края на лятото, от овце - често възрастни - за което фермерите получават компенсации. В близката Северна Швеция няма свободно отглеждани овце и мечката добива храната си предимно от естествени източници.
Конете, козите, свинете, кокошките и кучетата също са потенциална и честа жертва на лов от кафявата мечка.
Растенията и плодовете отглеждани от хората представляват апетитна и леснодостъпна плячка. Такива са насажденията от царевица, пшеница, ябълки, сорго, пъпеши и много видове култивирани горски плодове. Мечките се хранят и от стопанисвани от хората пчелини, като консумират както мед така и съдържанието на пчелните колонии.
Човешката храна и отпадъците от нея се консумират от кафявите мечки в случаите, когато това е възможно. Когато в Йелоустоун е съществувало открито сметище за отпадъци, кафявите мечки са били едни от най-ненаситните и редовни чистачи. Бунището бива затворено, след като се разбира, че кафявите и американските черни мечки започват да асоциират хората с храната и загубват естествения си страх от тях. В други райони като Аляска, сметищата продължават да имат притегателна сила за кафявите мечки.

## Мечката като символ
Мечката е национален символ на Русия, Летните олимпийски игри 1980 в Москва и Зимните олимпийски игри 2014 в Сочи. През 1565 г. тя може да бъде видяна върху герба на град Велики Новгород и държавните символи на Ярославъл и Перм. Други световни обекти с мечка на гербовете си са Гренландия, Мадрид и град Берлин. В българският фолклор мечката е символ освен на голяма сила, но тя има и способността да лекува, да предпазва от болести и да дарява плодородие. Народният празник Андреевден се нарича и Мечкинден. В Съединените американски щати отборът по американски футбол Чикаго Беърс е наречен на това животно. За неговото участие във Втората световна война на мечока Войтех в парк „Йордана“ в Краков, Полша е направен паметник.